# Bridge of the Americas
Bridge of Americas (BOTA) je skupina mostů vedoucí přes řeku Rio Grande (Río Bravo) a texaský dálniční okruh 375. Mosty spojují pohraniční města Ciudad Juárez, Chihuahua a El Paso, Texas. Spojují hlavní mexickou silnici MX 45 (v úseku vedoucím městem Ciudad Juárez známou jako Avenida de las Américas ) z jihu a americkou dálnici I-110 ze severu. Most je v Ciudad Juárez hovorově známý jako "Puente Libre", oficiálně jako "Puente Internacional Córdova-Las Américas" nebo "Puente Internacional Córdova de las Américas" a také známý jako "Puente Río Bravo", "Cordova Bridge" a "Puente Río Bravo". Volný most “. 

## Popis

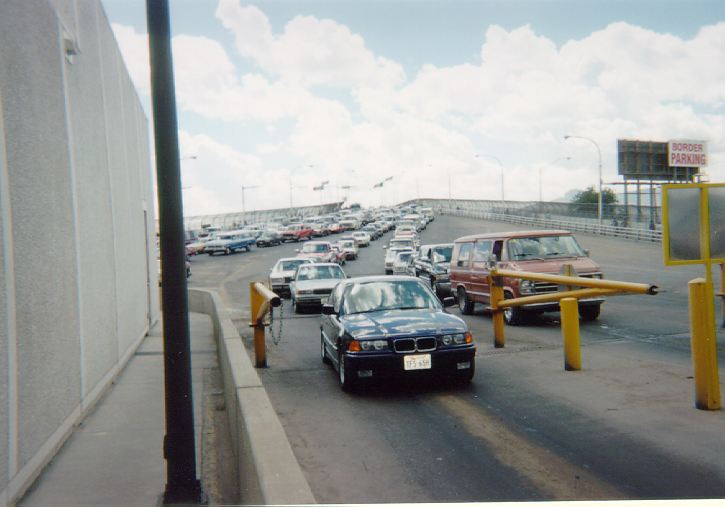
Automobily opouštějící most směrem do USA v červnu 2002.

Bridge of the Americas se skládá ze dvou mostů, ve skutečnosti čtyř samostatných struktur: dvou mostů s dvouproudovou dopravou určených pro nákladní dopravu a dvou mostů se čtyřproudovou dopravou určenou pro osobní vozidla, se dvěma chodníky pro chodce. Most je jedním ze čtyř pohraničních přechodů spojujících Ciudad Juárez a El Paso. Další přechody jsou most Ysleta – Zaragoza, most ,Paso del Norte a Stanton Street Bridge.

## Dějiny
Mosty byly postaveny v letech 1996 až 1998. Jsou ve vlastnictví Mezinárodní komise pro hranici a vodní tok. Na americké straně je provozuje U.S. Customs and Border Protection a na mexické straně mexická celní správa. Je to pouze jeden z pěti mostů spojujících Mexiko a Spojené státy z města Ciudad Juárez a podle údajů z roku 2015 to je jediný most, kde se neplatí clo (odtud název Puente Libre).

## V populární kultuře
- Americký televizní seriál The Bridge z roku 2013 se odehrává na Bridge of the Americas a v jeho okolí.[4][5]
- Most je zachycen ve filmu Sicario z roku 2015.